# Galeandra baueri
Galeandra baueri là một loài phong lan. Nó là loài điển hình của chi Galeandra.
 Tư liệu liên quan tới Galeandra baueri tại Wikimedia Commons

## Hình ảnh

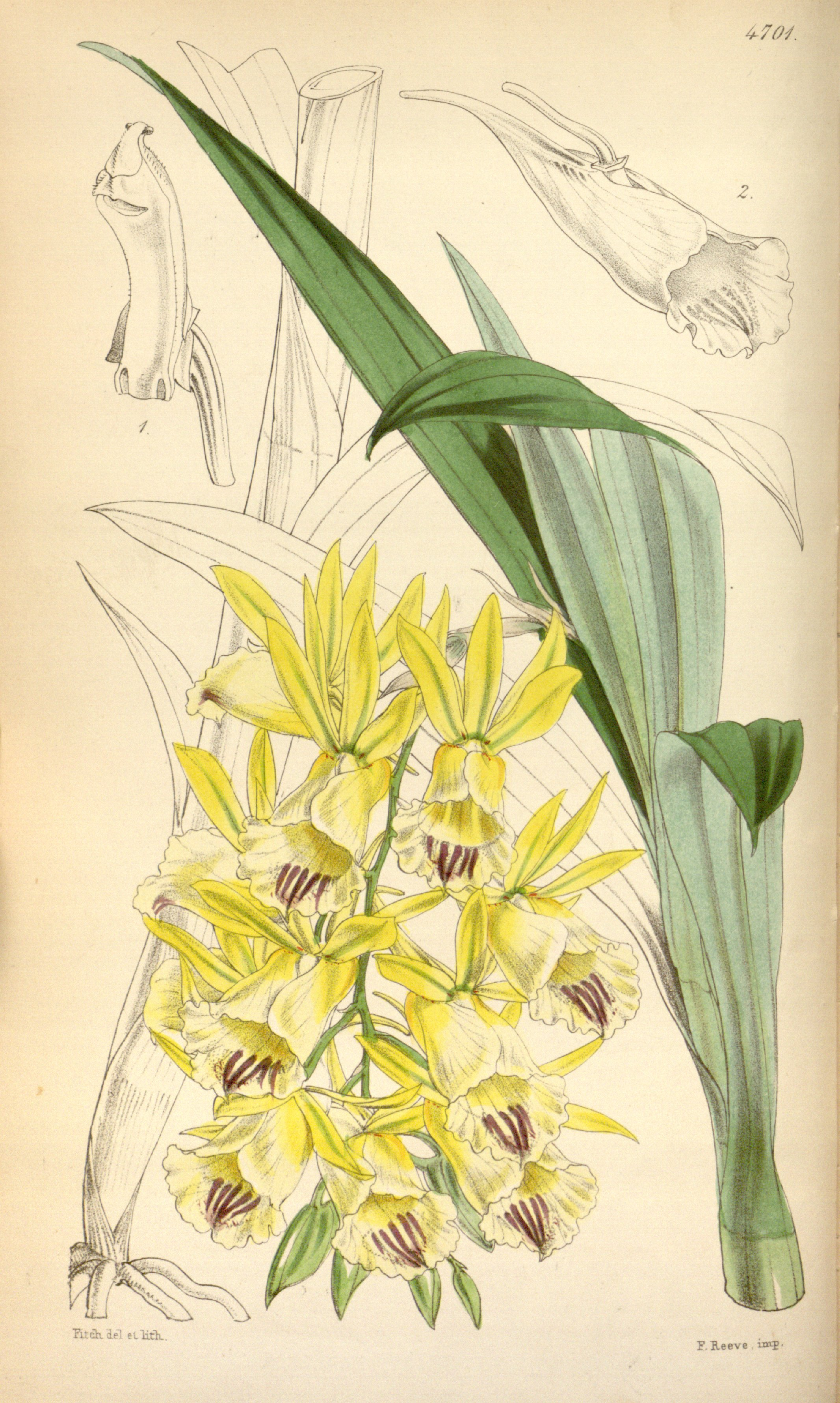
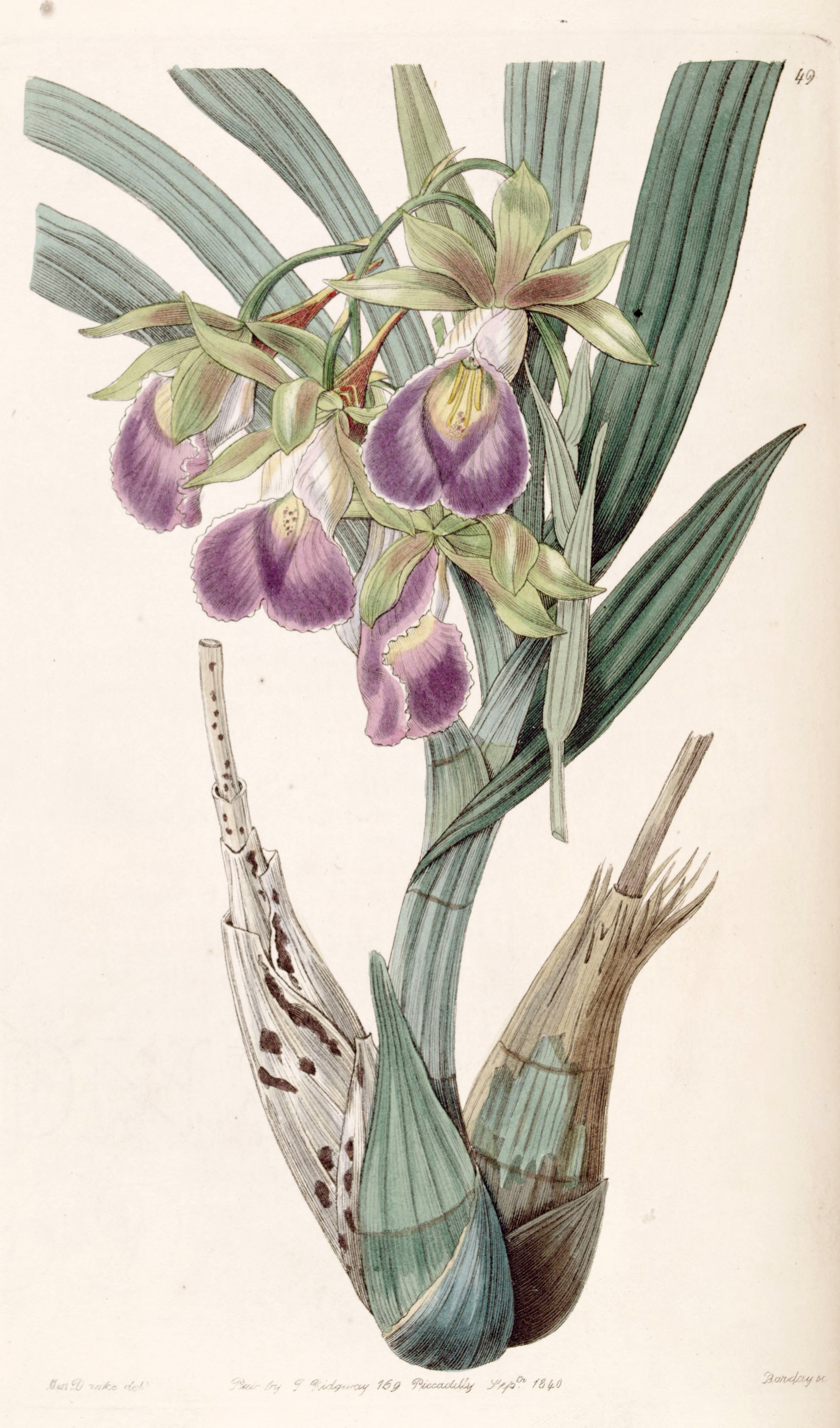
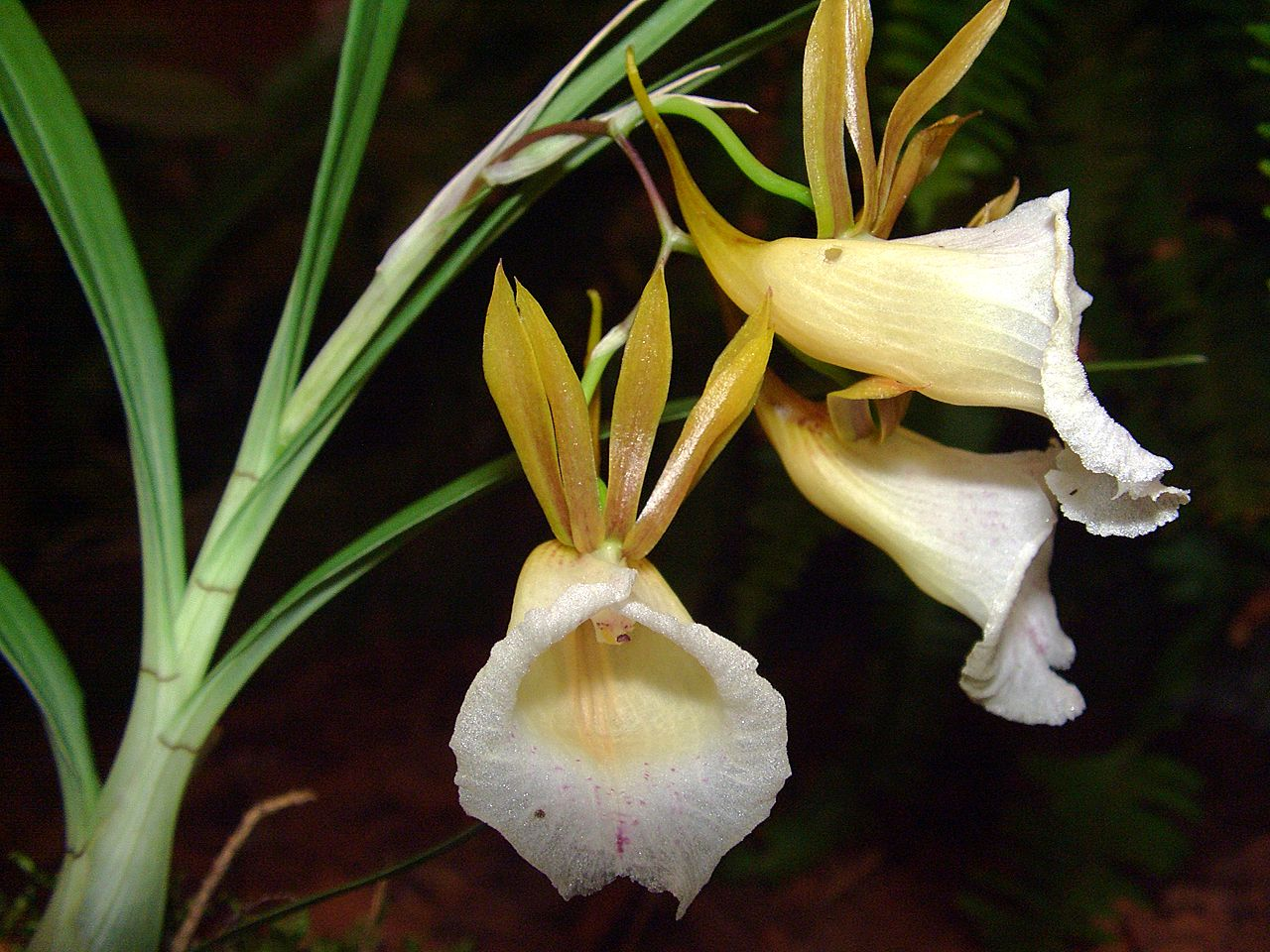
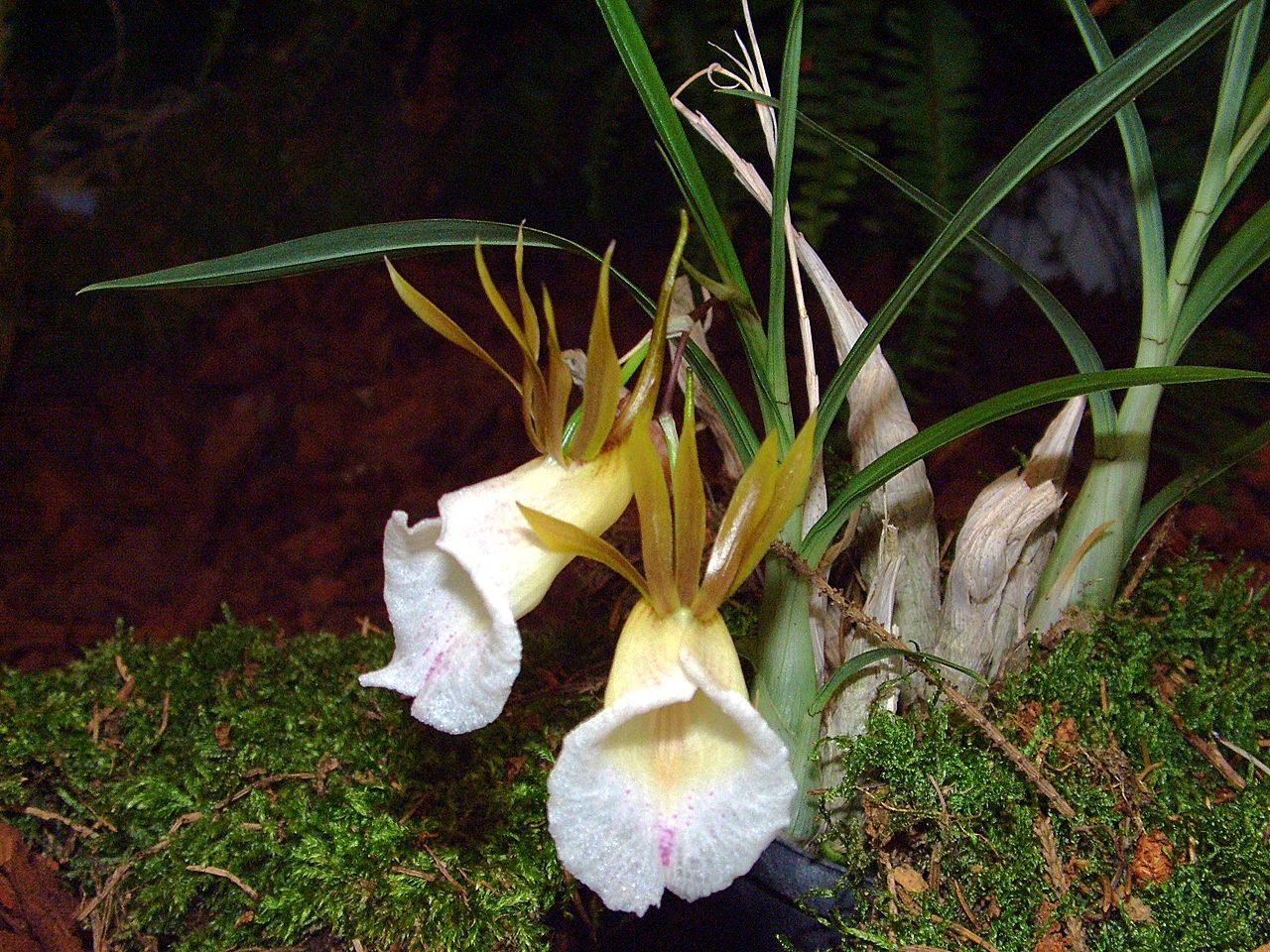